# Hipparchia neomiris
Hipparchia neomiris är en fjärilsart som beskrevs av Jean Baptiste Godart 1822. Hipparchia neomiris ingår i släktet Hipparchia och familjen praktfjärilar. IUCN kategoriserar arten globalt som livskraftig. Inga underarter finns listade i Catalogue of Life.